# Jakob Smitsmuseum

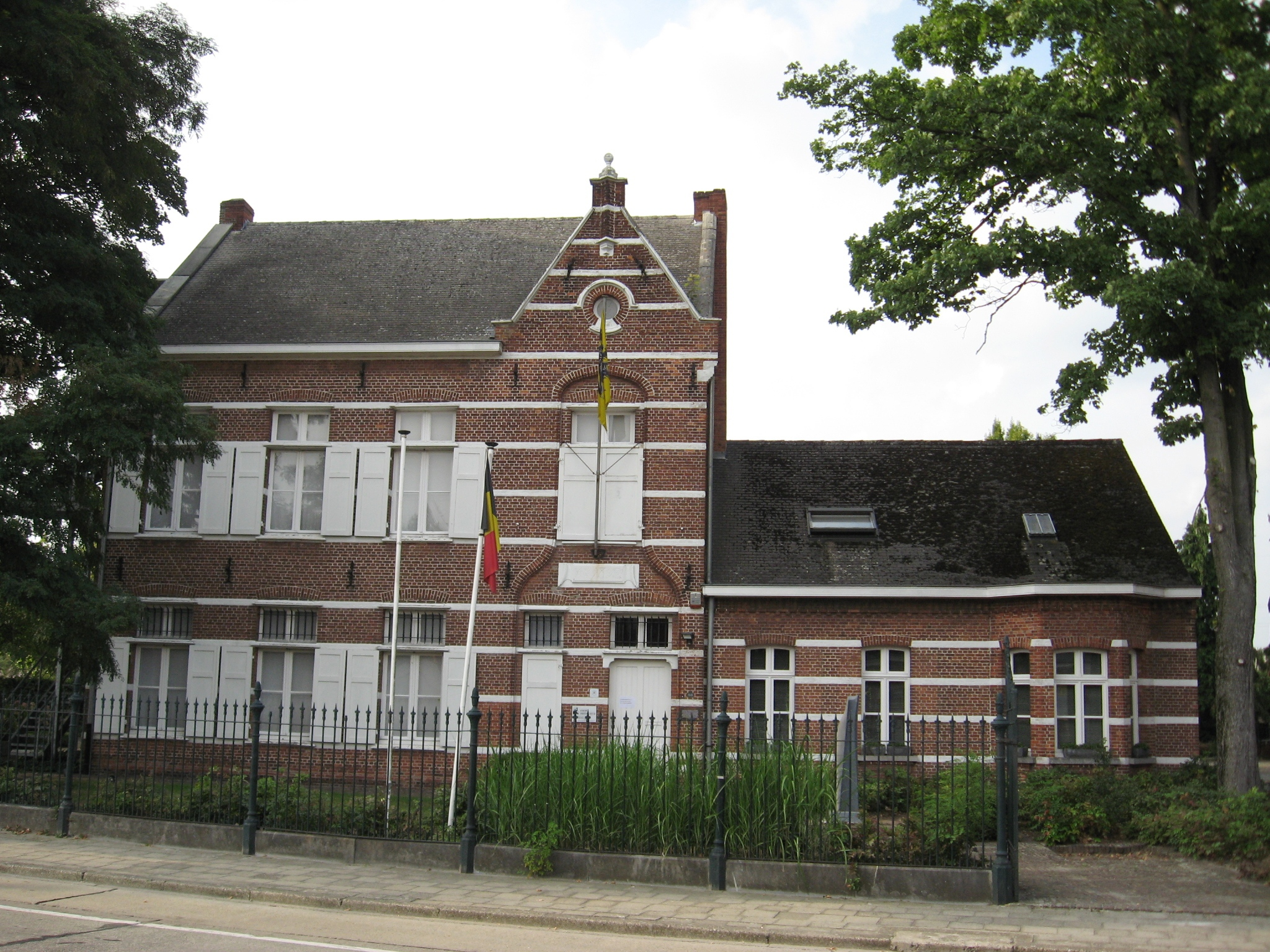
Het Jakob Smitsmuseum

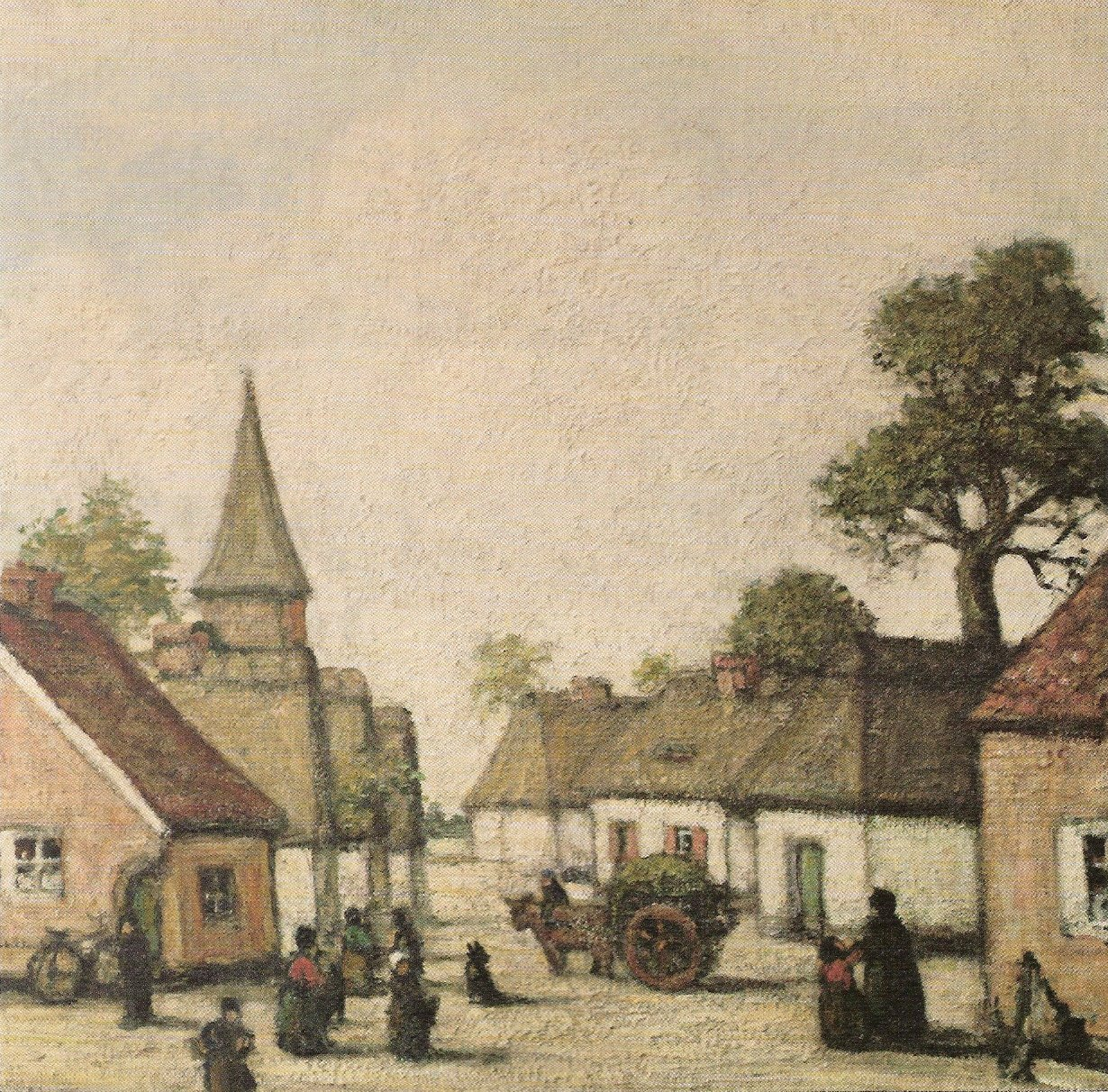
Het Gehucht door Jakob Smits, een van de werken in het museum

Het Jakob Smitsmuseum is een gemeentelijk museum in de Belgische gemeente Mol. Het museum bezit een collectie die hoofdzakelijk bestaat uit werken van de Nederlands-Vlaamse kunstschilder Jakob Smits en andere kunstenaars van de Molse School. Het Jakob Smitsmuseum is gevestigd in de voormalige pastorie van het Molse gehucht Sluis en telt zeven tentoonstellingsruimten gespreid over drie verdiepingen.

## Geschiedenis
Het was Ernest Van den Bossche, de schrijver van de biografie La vie et l'œuvre de Jakob Smits, die in 1935 een eerste keer de wens uitsprak om de werken van Smits samen te brengen in een collectie. In 1949 wilde de weduwe van de kunstenaar het Malvinahof, waar hij steeds verbleven had, samen met zijn kunstwerken legateren aan de provincie Antwerpen maar de provincie ging er niet op in. Na haar dood werd het Malvinahof verkocht en afgebroken.
Vanaf het begin van de jaren 1970 begon de gemeente Mol zelf werken van Smits aan te kopen en in 1975 werd de tentoonstelling Jakob Smits in gemeentelijk bezit gehouden. De voormalige pastorie van Mol-Sluis, een neorenaissancegebouw uit 1892 van architect P.J. Taeymans, werd verbouwd en in 1977 ging daar het Jakob Smitsmuseum open voor het publiek. In 1996 werd het gebouw uitgebreid met een nieuwe vleugel zodat er ruimte vrijkwam om meer werken van andere schilders van de Molse School te huisvesten.

## Collectie
Het Jakob Smitsmuseum bezit zowat 20 schilderijen, 80 tekeningen en 90 etsen van Jakob Smits en 30 schilderijen, 25 tekeningen en 150 etsen van andere kunstenaars uit de Molse School waaronder Willem Battaille, Dirk Baksteen, Charles Claessens, Gaston De Biemme en Paula Van Rompa-Zenke. Het museum bezit eveneens enkele werken van aanverwante kunstenaars die omstreeks 1900 in de Kempen schilderden waaronder Adolphe Hamesse.
Op de benedenverdieping hangen de werken van de kunstenaars van de Molse School en worden tijdelijke tentoonstellingen ingericht. Op de eerste verdieping hangen de schilderijen en tekeningen van Jakob Smits en op de zolderverdieping bevinden zich de etsen van de kunstenaar.

## Afbeeldingen

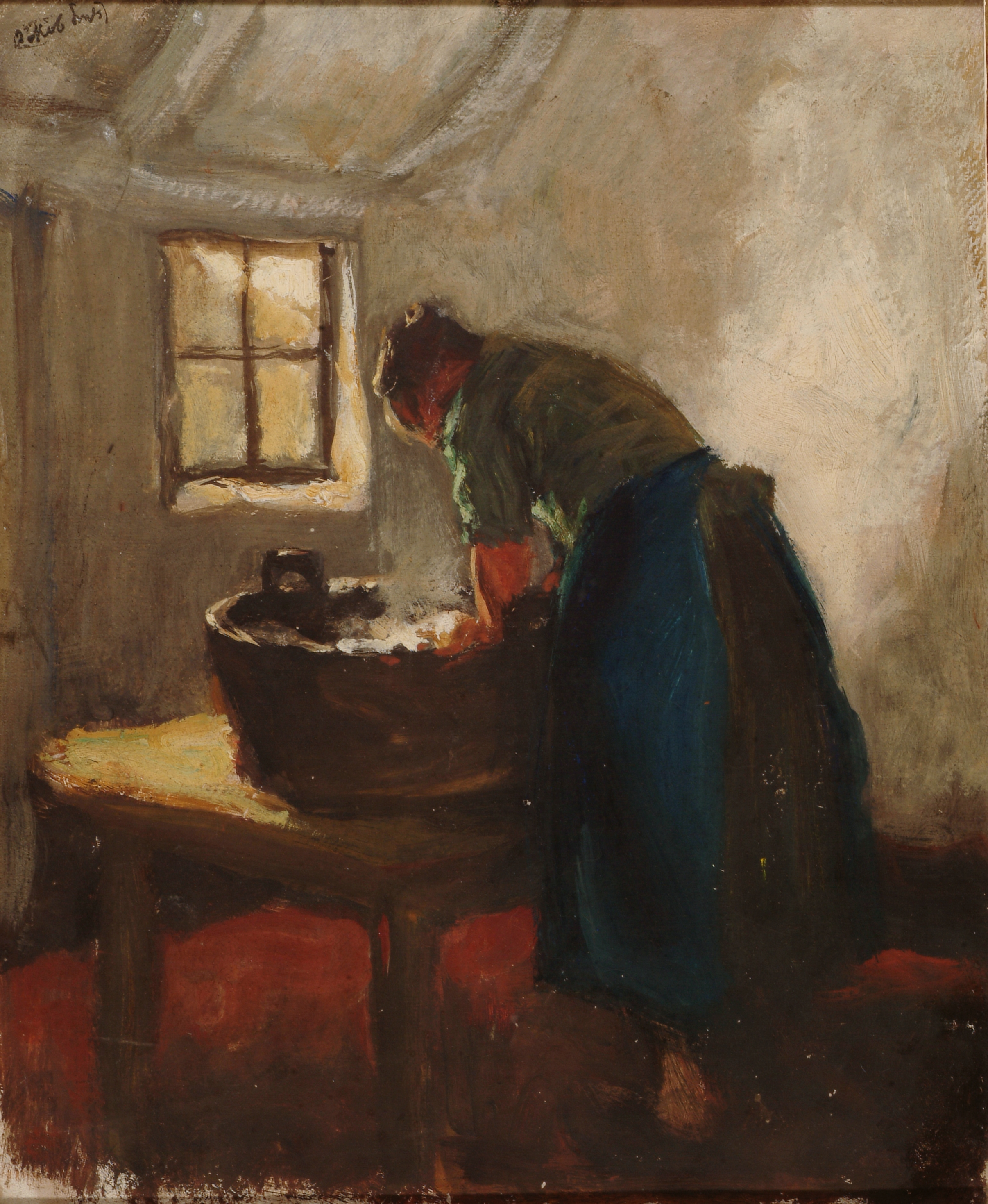
Vrouw aan de wastobbe, schilderij
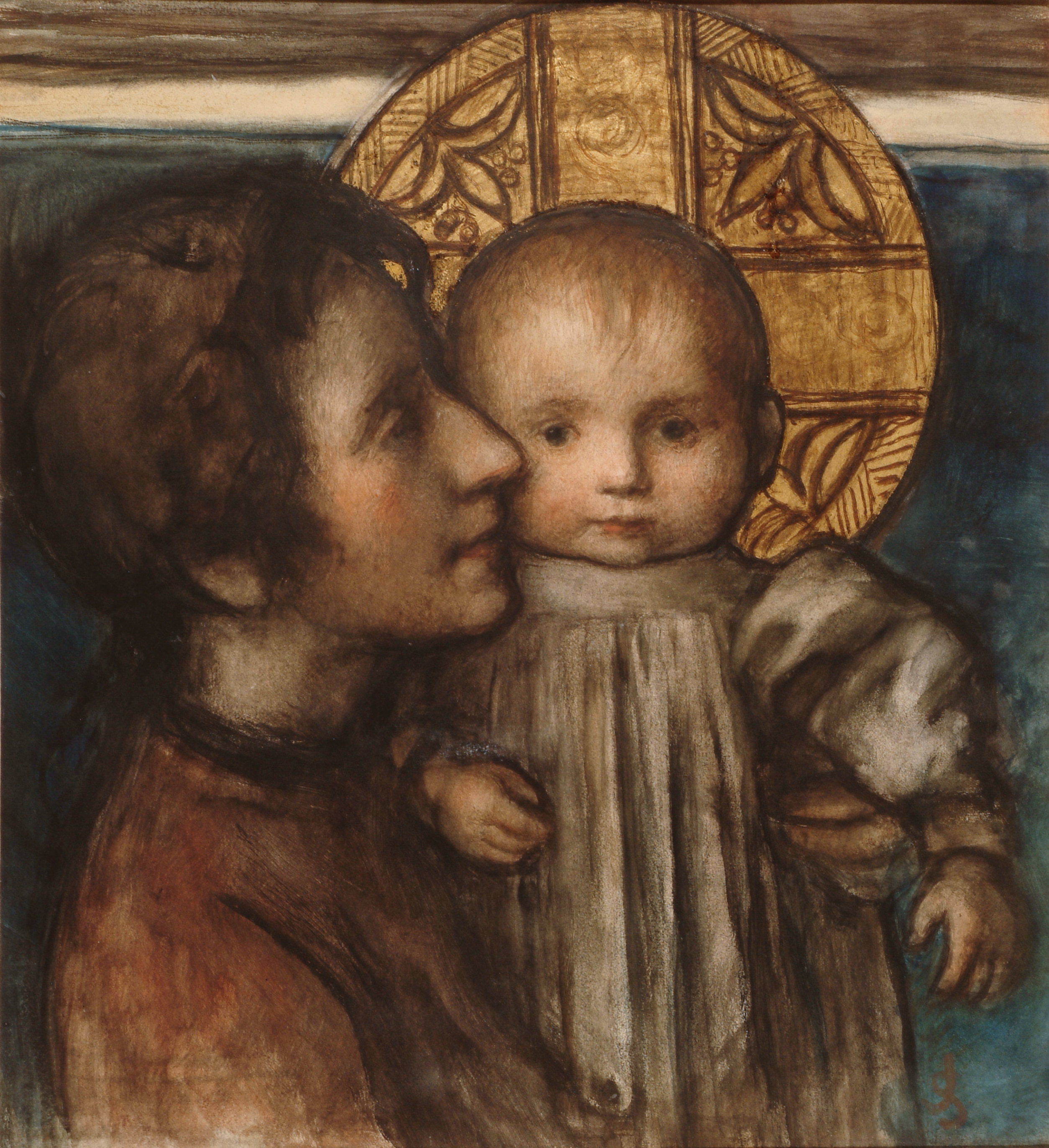
Mater Dei, schilderij
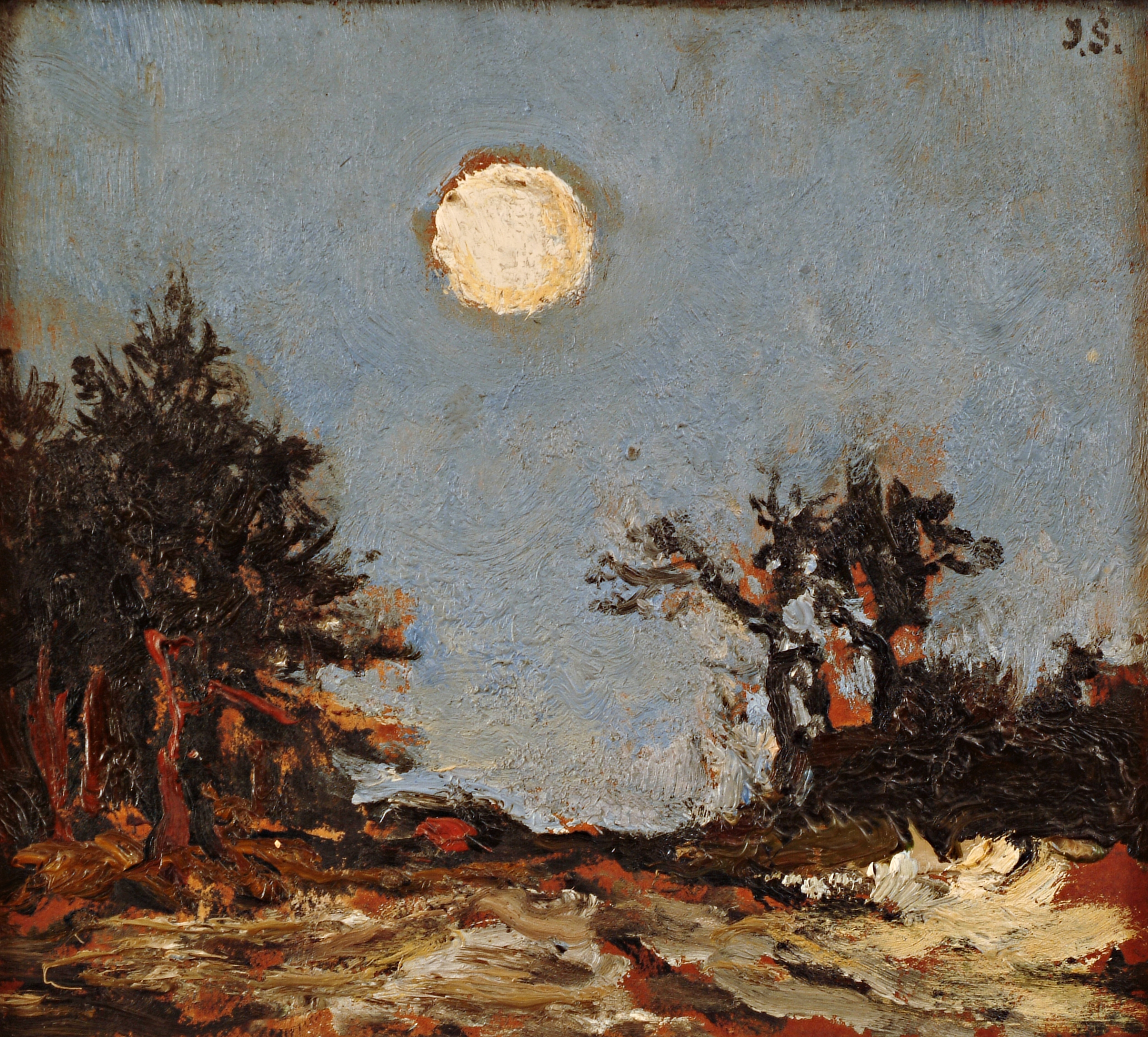
Herfstdreef
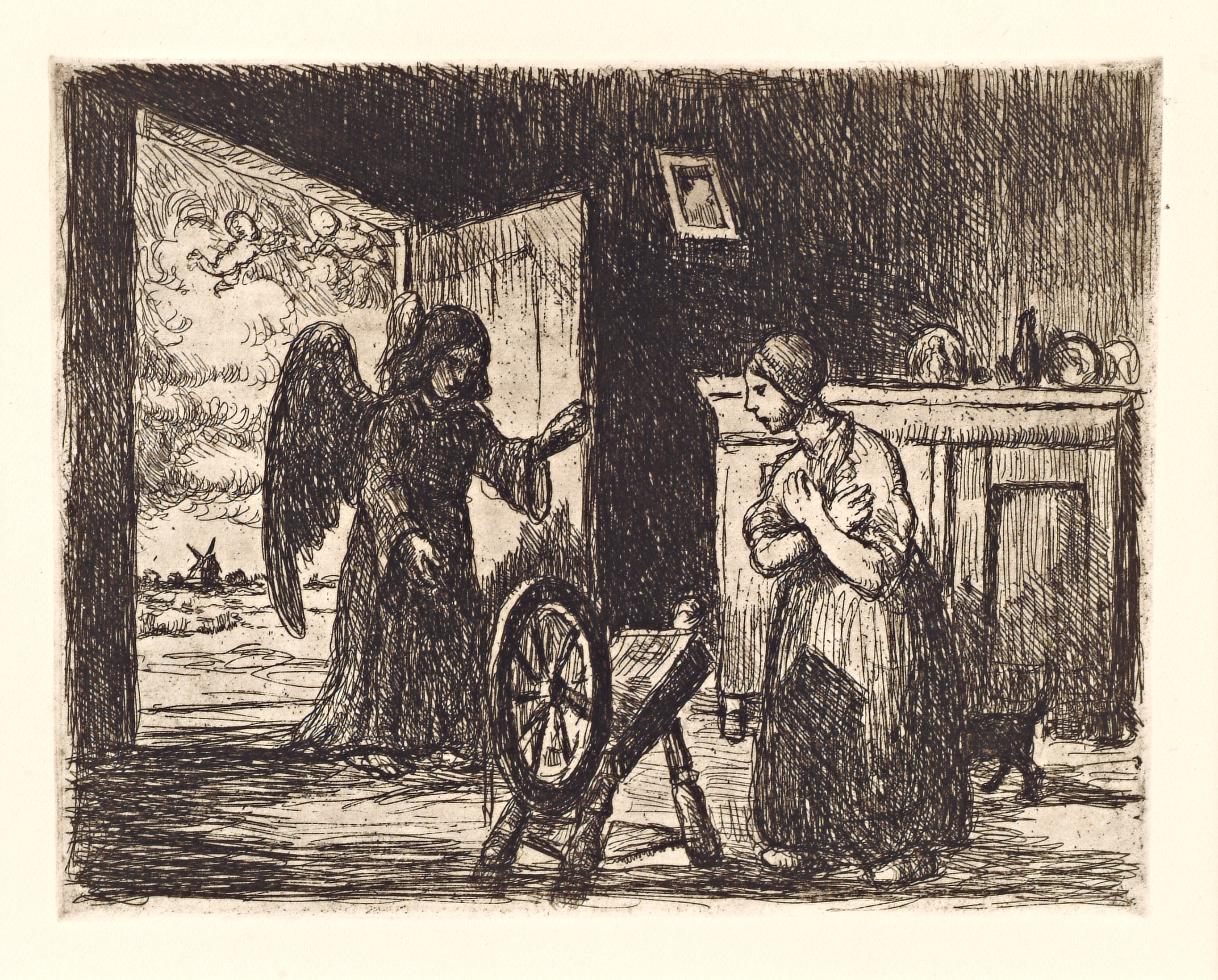
Maria Boodschap II, ets
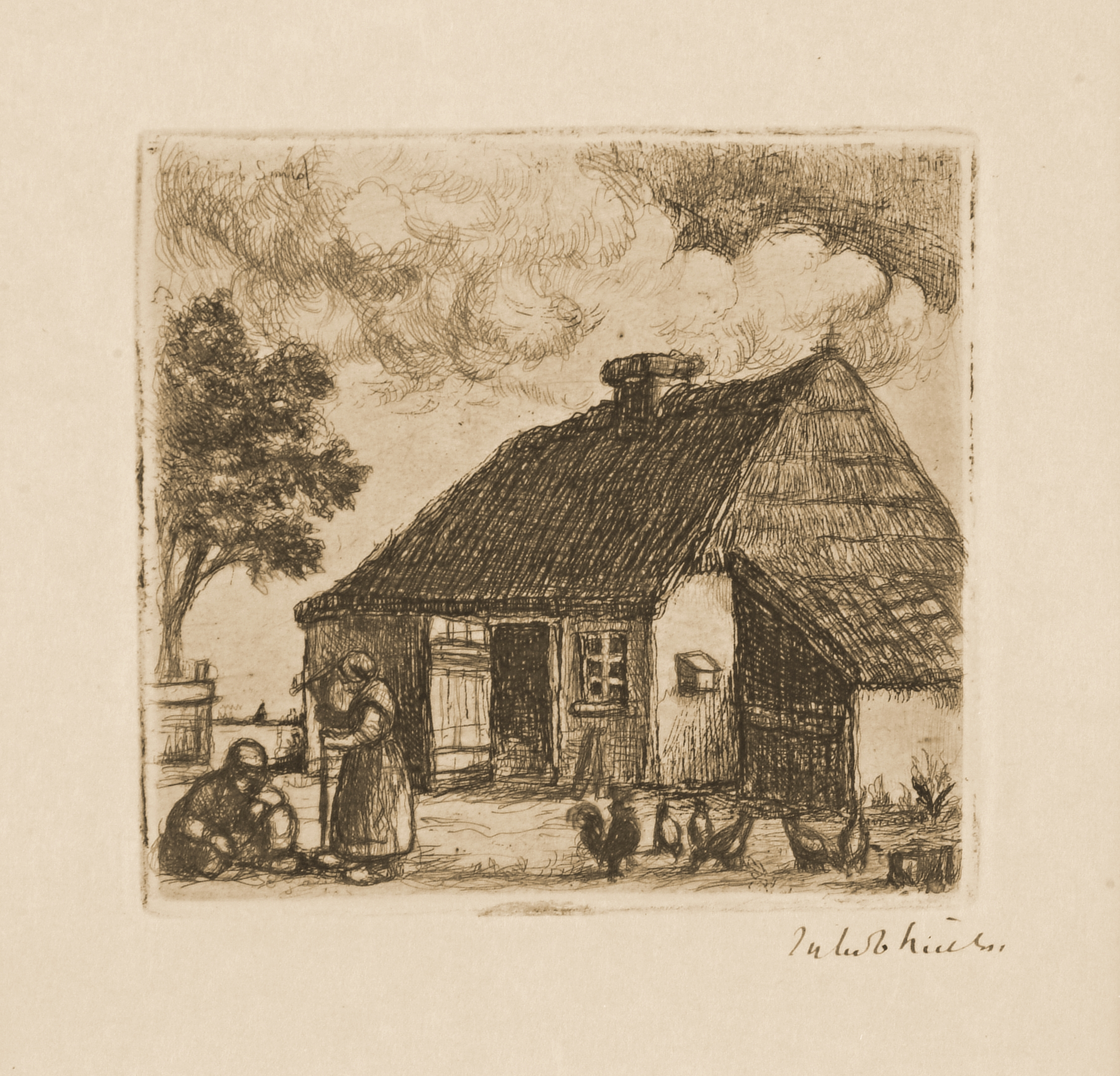
Gehucht in de Kempen, ets
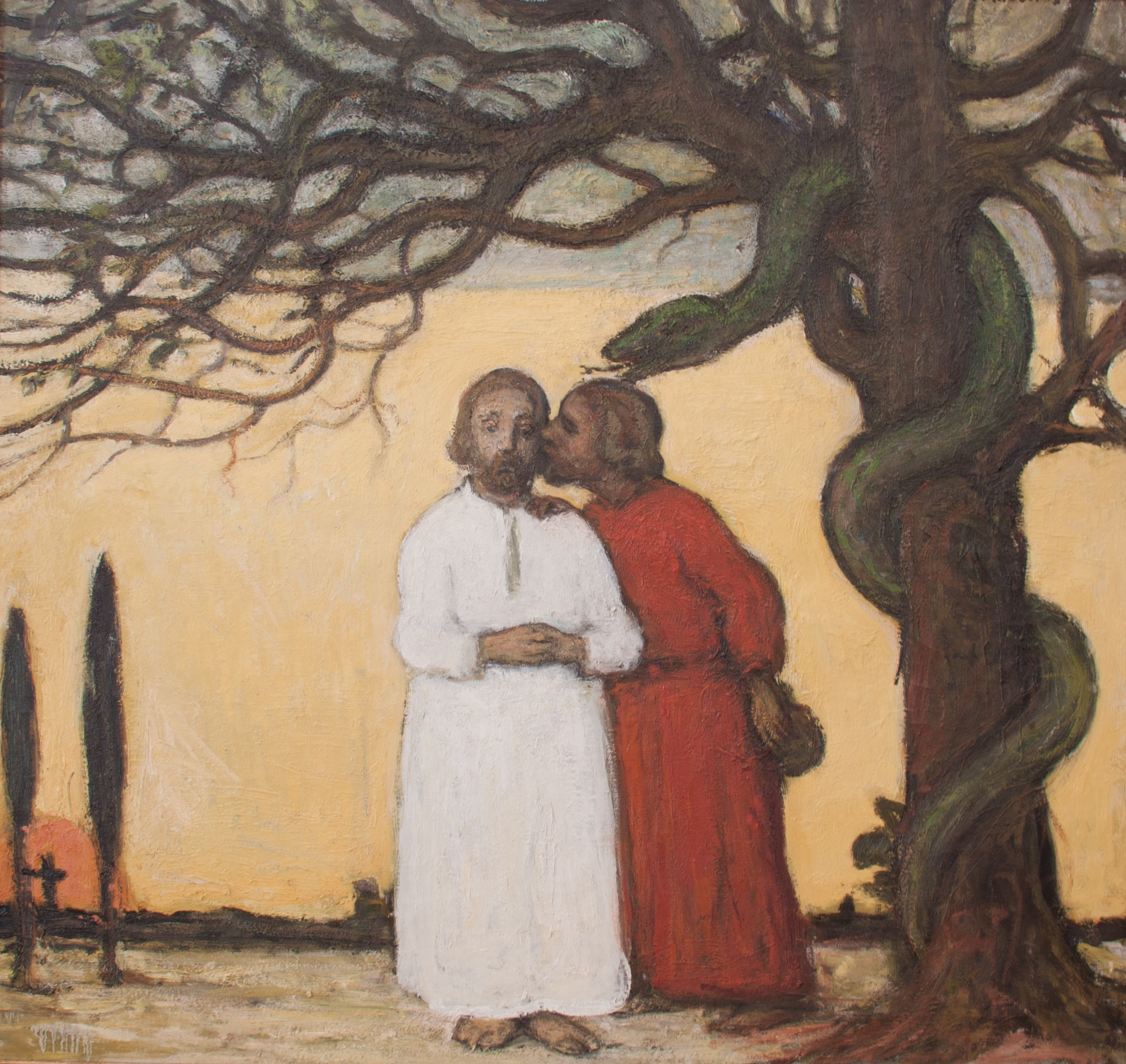
Judaskus, schilderij
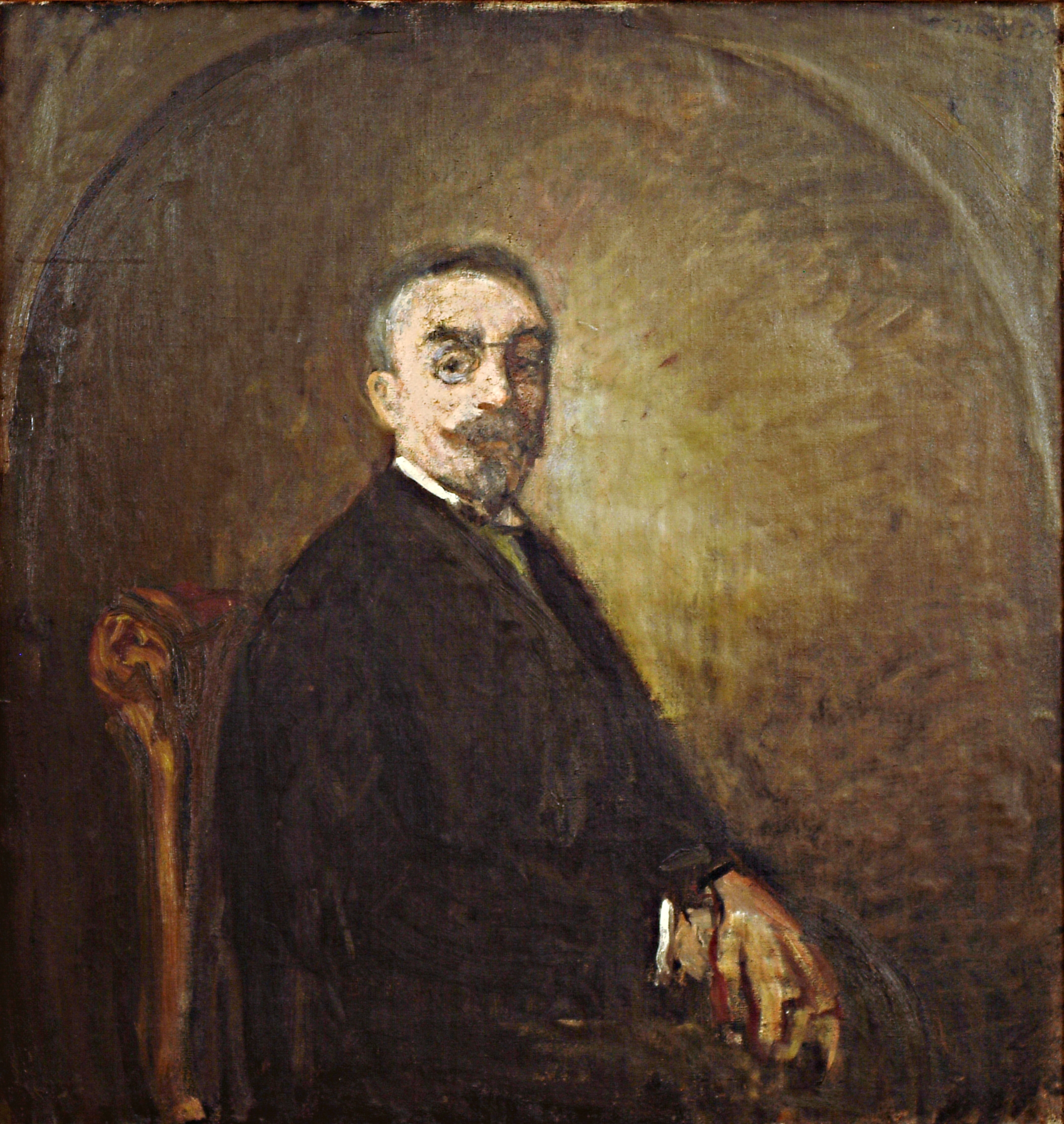
Senator Max Hallet, 1919, schilderij
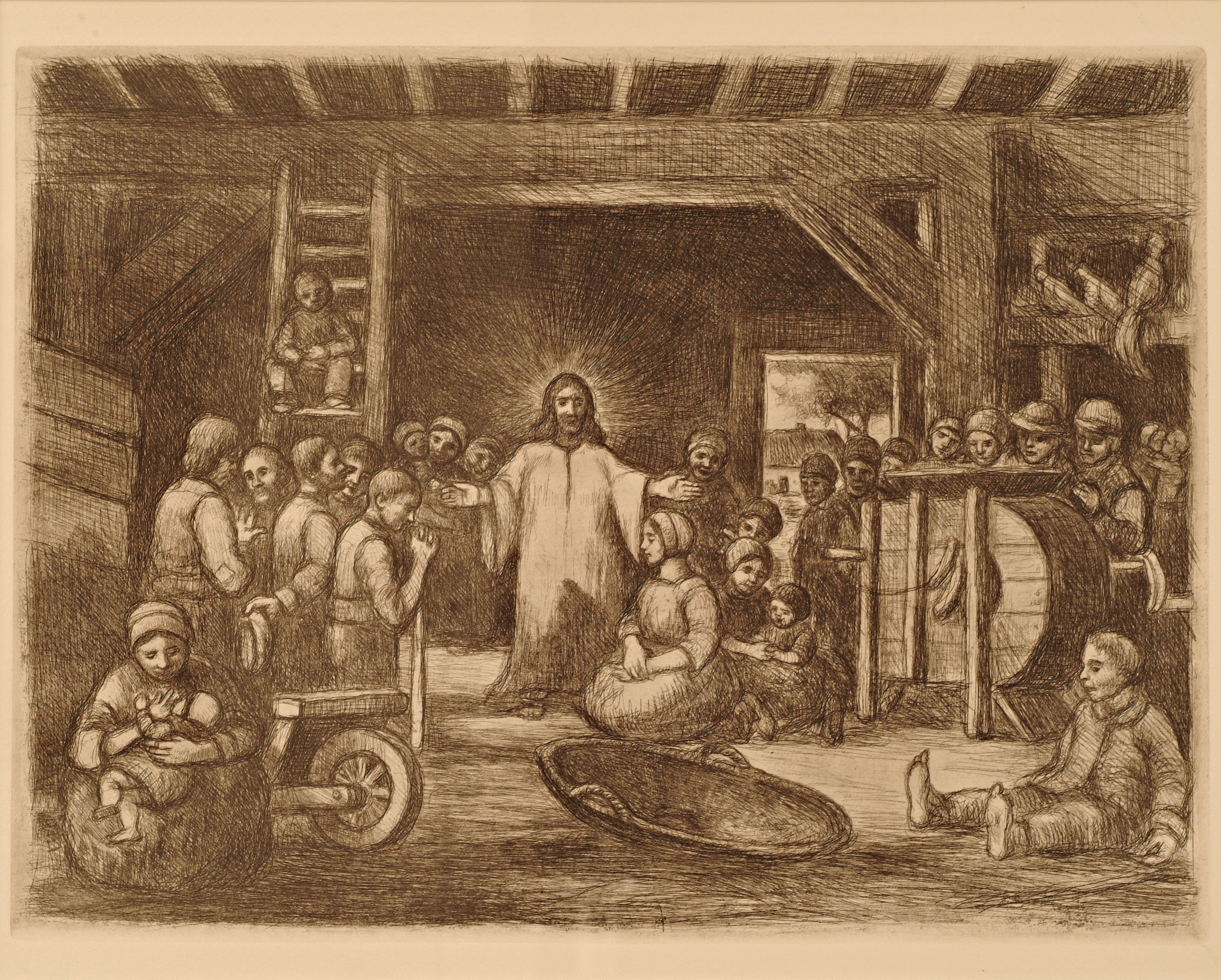
Christus predikend in de schuur, ets
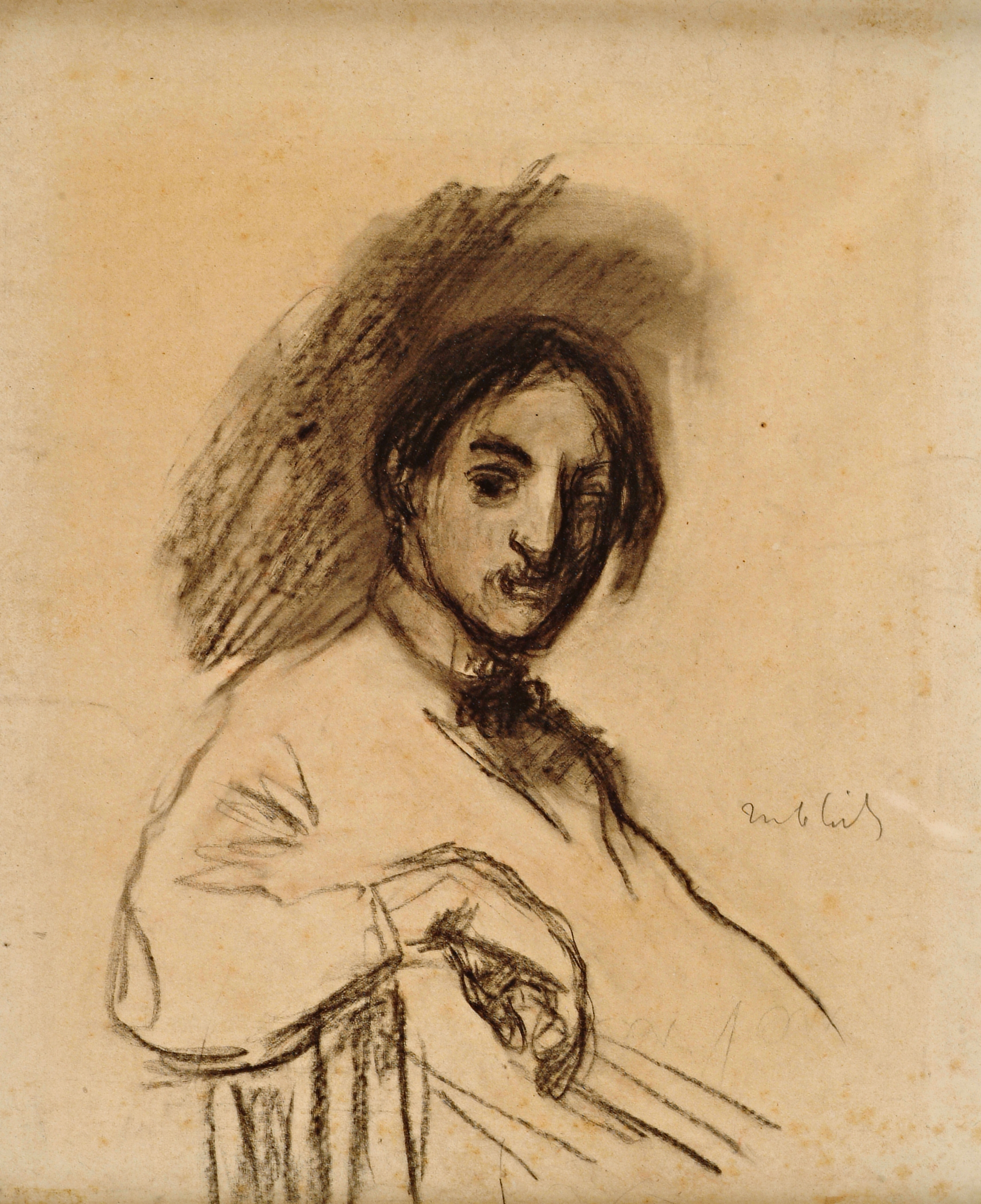
Jef Van Hoof, tekening
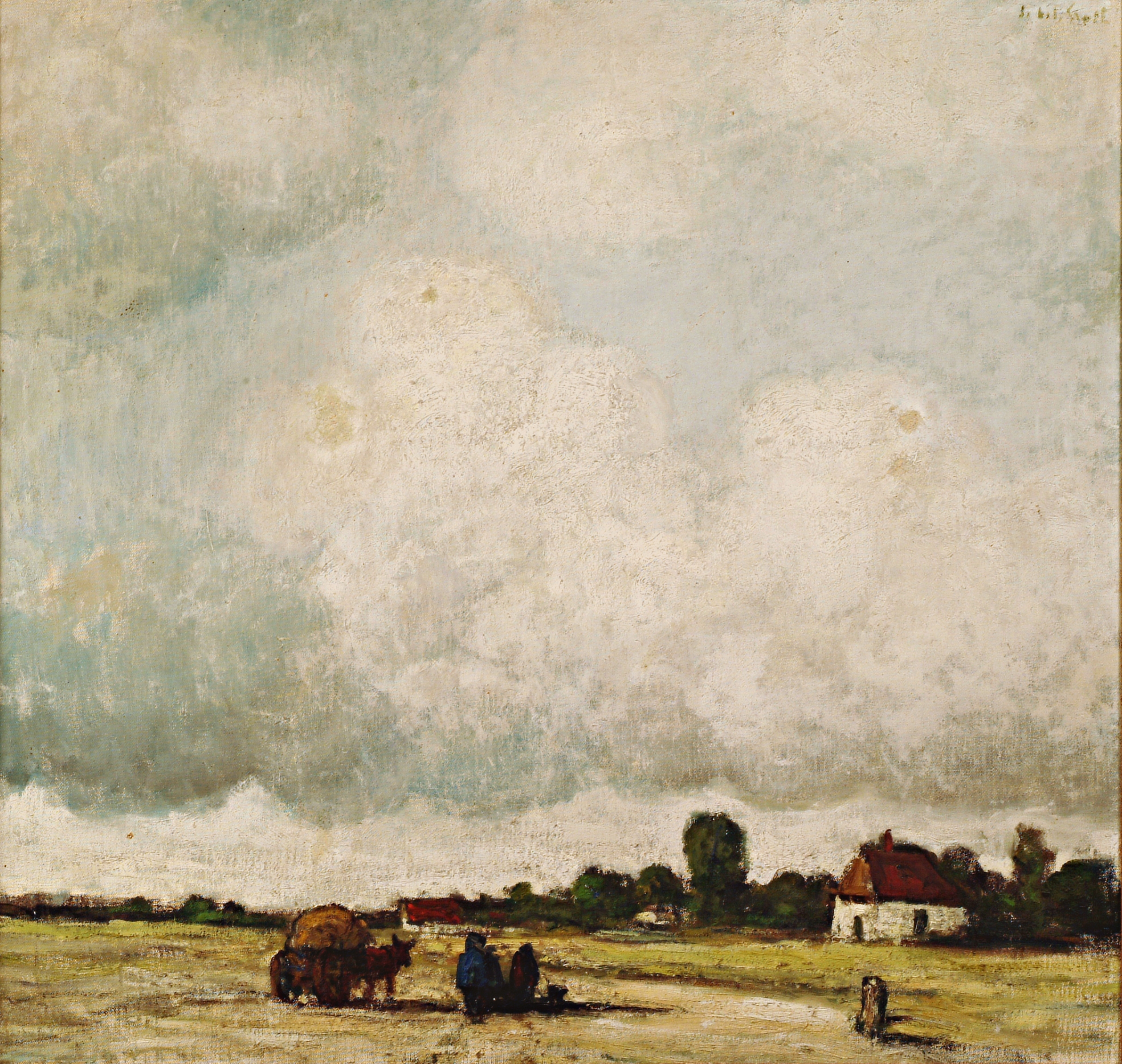
Kempisch landschap, 1927, schilderij
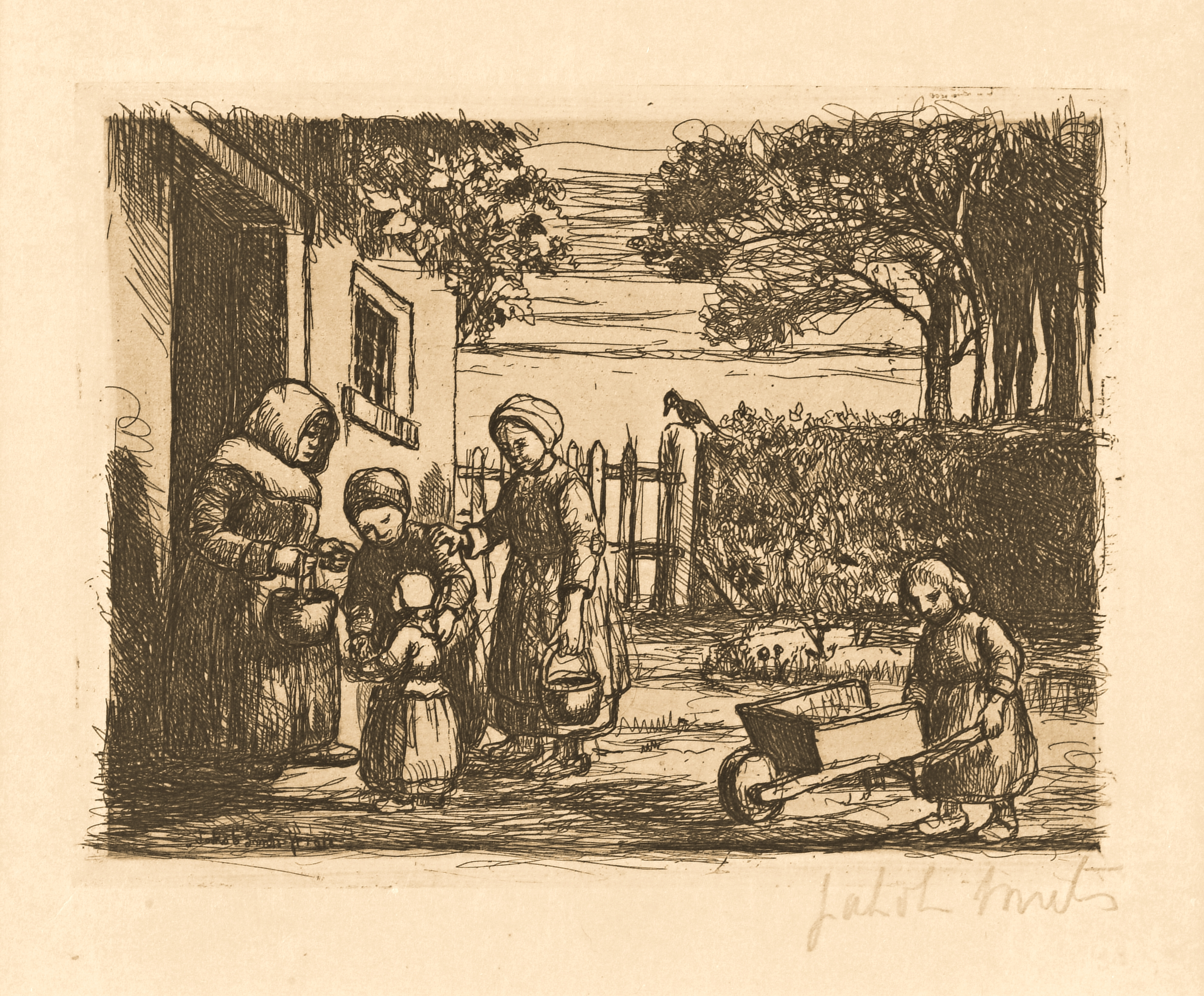
De armen, ets
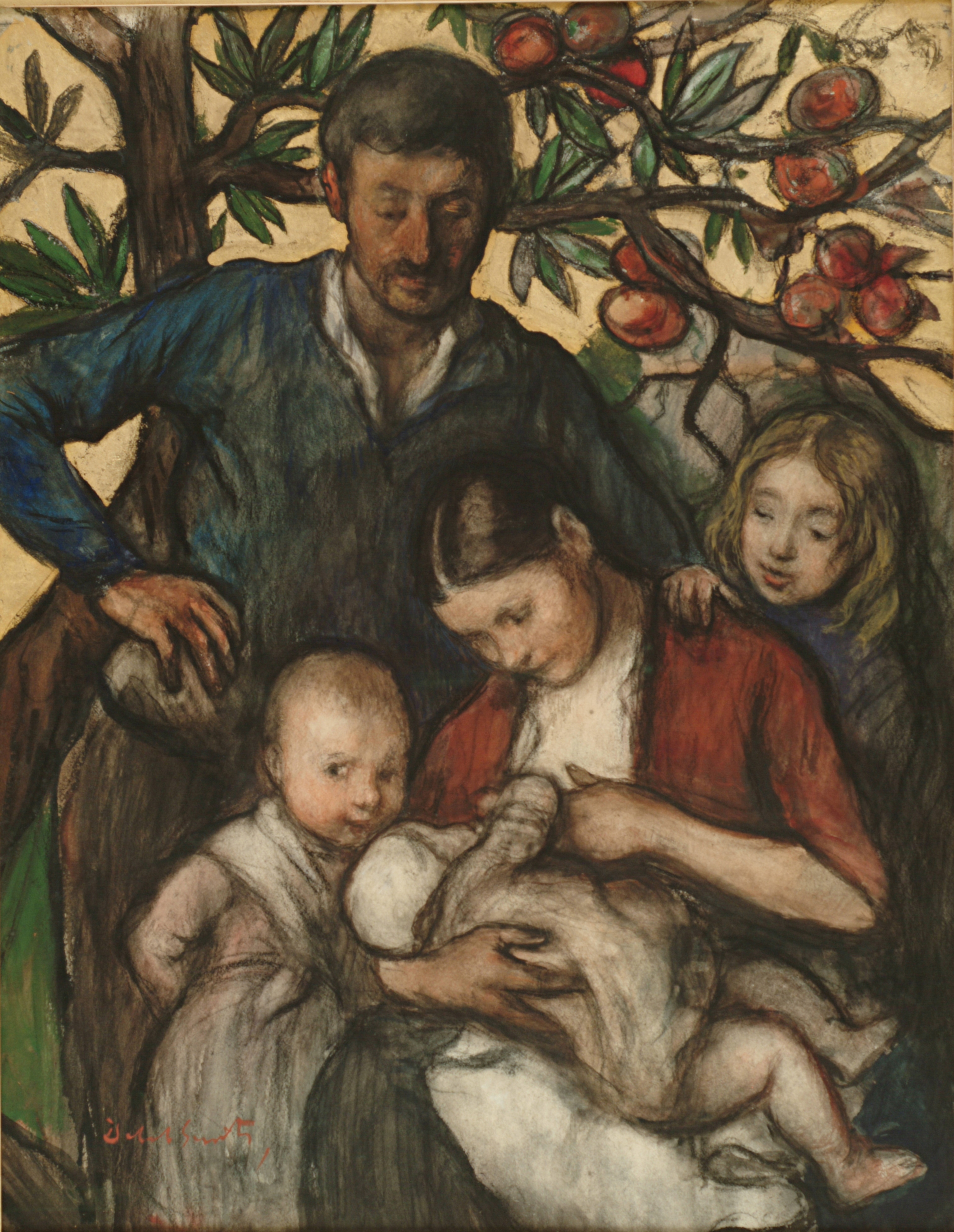
De zomer, schilderij, 1894